# HV NOAV
NOAV (voluit: Nooit Ophouden Altijd Voorwaarts) is een handbalvereniging uit Susteren. De club is op 4 oktober 1948 opgericht.
In het seizoen 2020/2021 speelt het eerste herenteam in de hoofdklasse, net zoals het eerste damesteam.

## Geschiedenis
De voetbalvereniging van de Heide kreeg van de staatsmijnen een gebouw geschonken gelegen aan de Kavinksbosweg. Hier lag ook het voetbalveld. De dames van Wilskracht wilden hier een demonstratie komen geven. Op deze manier probeerden ze het handbal in Susteren te promoten om zodoende genoeg leden te winnen voor de oprichting van een handbalvereniging. Bij de familie In 't Panhuis op de Rijdtstraat werden de mogelijkheden bekeken door Dhr. P. Meuffels (NOAV's eerste voorzitter), Pater de Ceuster (geestelijk adviseur), Dhr. P. Baggen, W. Maassen en Dhr. P. Hennissen. Laatstgenoemde is de bedenker van de naam Nooit Ophouden Altijd Voorwaarts, afgeleid van de naam van een Tilburgse voetbalvereniging Nooit Ophouden Altijd Doorgaan.
Op 4 oktober 1948 werd RK NOAV officieel opgericht en gingen de trainingen en voorbereidingen van start. Hierbij hoorde ook het aanschaffen van gepaste, niet aanstootgevende kleding. Wanneer deze namelijk niet naar behoren werd gedragen kon men boetes en uitsluitingen verwachten, dus werd er als model een rokbroek geleend van een van de dames van Wilskracht. Het duurde 6 jaar voordat met het eerste afdelingskampioenschap (1954) werd gevierd, dit resulteerde in promotiewedstrijden spelen. Mosam en Limburgia kregen ervan langs maar Posterholt was nog te sterk, waardoor promotie naar de eerste klasse nog niet werd bereikt.
Wanneer er in Garage Kelleners handbal werd gespeeld, was Loek Steyvers vaak als toeschouwer aanwezig. Hij was een van de weinigen die in deze sport een stuk hardheid en sportiviteit zag die voor de heren in Susteren een mogelijkheid kon bieden een nieuwe vereniging in het leven te roepen. Samen met Albert Lempend en Thuur Pesgens (sportleraar aan de MULO te Sittard) ging men op zoek naar liefhebbers. Deze vond men in de personen van Wim en Hub Mostard, Jo Eijkelberg, Gerrit Lijnen, Ton Sanders en vele anderen.
Op 9 april 1960 werden dan ook twee herenteams opgericht die gezamenlijk aan de competitie startten in de laagste klasse. Het eerste team werd tweede, maar promoveerde doordat er twee teams overgingen. Het tweede team gooide bijna roet in het eten door één maal het eerste team te verslaan. In augustus 1961 fuseerde de dames- en herenverenigingen.
Tussen 1990 en 1996 (met uitzondering van 1993/1994) speelde het eerste herenteam in de eerste divisie. Na 1996 heeft de club dit niveau niet meer bereikt.
NOAV heeft op vele plekken zijn thuisbasis gehad. Van Susteren-Heide naar Susteren en via Dieteren weer terug naar Susteren om vervolgens in 1976 naar de door gemeente aangelegde gloednieuwe sportcomplex In de Mere. In 2000 verhuisde NOAV weer, omdat er woningen gebouwd werden op het sportcomplex. Het nieuwe onderkomen werd een nieuw complex aan de Louerstraat 15 genaamd Coppelweide (bij de nieuwe voetbalvelden van SC Susteren). NOAV heeft samen met tennisvereniging ROSUS dit complex gebouwd. Beide verenigingen maken gebruik van een eigen kantine.

## Resultaten
Heren (1990 - heden)
- 1990 4e
Eerste divisie B
- 1991 5e
Eerste divisie B
- 1992 3e
Eerste divisie B
- 1993 9e
Eerste divisie B
- 1994 1e
Tweede divisie ?
- 1995 10e
Eerste divisie B
- 1996 12e
Eerste divisie B
- 1997
Tweede divisie ?
- 1998
- 1999
- 2000
- 2001
- 2002
- 2003
- 2004
- 2005
- 2006
- 2007
- 2008
- 2009
- 2010
- 2011 12e
Hoofdklasse B
- 2012
- 2013
- 2014
Hoofdklasse C
- 2015 9e
Hoofdklasse C
- 2016 10e
Hoofdklasse B
- 2017 8e
Hoofdklasse B
- 2018 9e
Hoofdklasse B
- 2019 10e
Hoofdklasse B
- 2020 10e
Hoofdklasse B
- 2021
Hoofdklasse B
- 2022 9e
Hoofdklasse B
- 2023 7e
Hoofdklasse B

- Eerste divisie
- Tweede divisie
- Hoofdklasse